# Castello Barresi Branciforte
Il Castello Barresi-Branciforte di Militello in Val di Catania fu costruito agli inizi del XIV secolo, probabilmente su un preesistente fortilizio di età sveva.

## I Barresi
Nel 1303 diviene signore di Militello il barone Abbo Barresi (o Abbone de Barresio, confermato nel feudo dal re Federico III di Sicilia nel 1308) ed è a lui che viene tradizionalmente attribuita la costruzione del castello. A seguito dell'aumento della popolazione e del numero di abitazioni del "casale", nel 1337 il re Pietro II di Sicilia concede a Giovanni IV Barresi, succeduto al padre intorno al 1330, il privilegio di circondare di mura l'abitato includendovi all'interno il castello. Fu con la realizzazione di queste opere che Militello diventa una "terra" del Regno, ossia un centro abitato "chiuso", e quindi una città con capacità fiscale e militare proprie. Il castello era addossato su un fianco al circuito delle mura e delimitato da un fossato sul lato Ovest. Sebbene di dimensioni minori, ricordava nell'impianto i castelli Maniace di Siracusa e Ursino di Catania. Presentava una pianta quadrata di circa 33 m di lato con ampia corte interna, con torri cilindriche merlate ai quattro vertici e, al centro del lato di ponente, un grande mastio quadrangolare adibito ad abitazione del signore. L'accesso principale al castello era dal lato Ovest dove si trovava la grande porta d'ingresso attrezzata di argani e saracinesca.
Fra storia e leggenda sembrano dipanarsi gli avvenimenti successivi. Nell'autunno del 1357 il castello di Militello ospitò una riunione del parlamento siciliano che, su iniziativa di Artale Alagona, gran giustiziere del Regno e leader della parzialità catalana che controllava Catania e il Val di Noto, vi deliberò la lotta a oltranza ai i nemici del re Federico IV di Sicilia. Nel 1410, al tempo della signoria del barone Antonio Barresi, la regina Bianca di Navarra, vedova del re Martino I di Sicilia (casa d'Aragona), vi avrebbe trovato ospitalità durante la sua fuga dal vecchio Bernardo Cabrera, conte di Modica e capitano di giustizia del Regno, che intendeva sposarla per impadronirsi così di tutta la Sicilia. Il Barresi, che era stato esiliato pochi anni prima da re Martino per ribellione, avendo appoggiato le ambizioni del Cabrera, volle in questo modo offrire prova di rinnovata fedeltà alla casa d'Aragona. Nella notte fra il 26 e il 27 agosto 1473 il castello fu invece teatro di un delitto passionale che vide come protagonisti il barone di Militello Antonio Piero Barresi e sua moglie, donna Aldonza Santapau figlia del barone di Licodia. Accusata falsamente di adulterio dai due cognati, la nobildonna venne uccisa dal marito insieme al presunto amante, il segretario Pietro Caruso, detto "bellopiede" per la destrezza nella danza. La fosca vicenda ha alimentato nel corso dei secoli una ricca produzione letteraria e di racconti popolari sui drammi della gelosia siciliana.

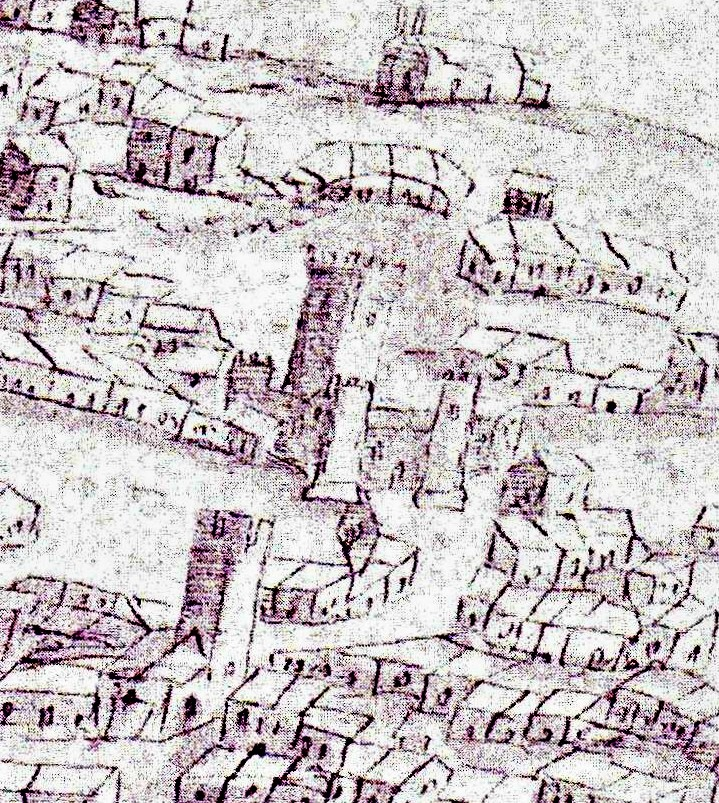
Il castello di Militello al tempo dei Barresi in un disegno del 1569.

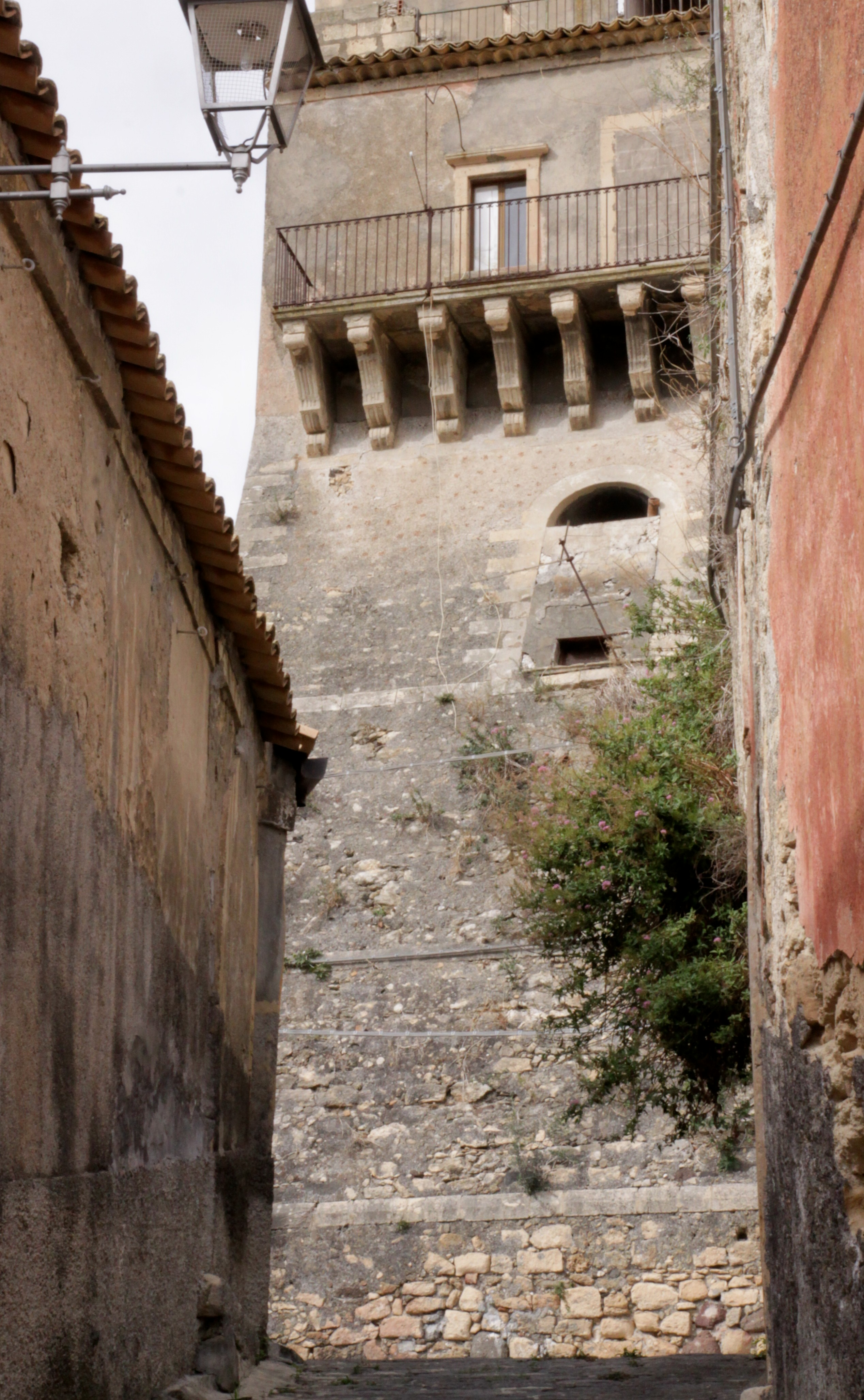
Contrafforte di rinforzo della "galleria" del castello, dov'era collocata la biblioteca.

Durante la signoria dei Barresi il maniero subì complessivamente diversi interventi, soprattutto dopo il terremoto del 1542 «che provocò il crollo della torre quadrata chiamata "di donna Aldonza"», «arrecando danni anche alla porta principale. Da quel momento l'ingresso al castello avvenne dal muro di mezzogiorno». Artefice degli interventi post terremoto fu il barone Carlo Barresi che governò il feudo dal 1528 al 1557.

## I Branciforte
Il 24 ottobre 1564 il barone di Militello Vincenzo Barresi, figlio di Carlo, fu insignito del titolo di marchese, ma alla sua morte (16 agosto 1567) e, in seguito al matrimonio fra Caterina Barresi (sorella ed erede di Vincenzo) e Fabrizio Branciforte principe di Butera e conte di Mazzarino, unico figlio di Giovanni Branciforte e di Dorotea Barresi, nel 1571, città e fortezza passarono ai Branciforte, uno dei casati più ricchi e importanti di tutta la Sicilia.
In questo periodo i più significativi interventi sul castello si devono al marchese Francesco Branciforte (1575-1622) e alla consorte donna Giovanna d'Austria (figlia di Don Giovanni d'Austria e nipote dell'imperatore Carlo V d'Asburgo) che fra il 1602 e il 1622 (anno della morte improvvisa del principe) vi tennero una splendida corte circondandosi di una folta schiera di uomini di talento, fra i quali il poeta ed erudito Pietro Carrera. Don Francesco smantellò il mastio per costruire una nuova ala a Sud chiamata la "galleria", con funzione abitativa e rappresentativa in linea con l'edilizia aristocratica del tempo, e la trasformò in un luogo di cultura e di scienza. Vi fece infatti installare una biblioteca di 10.000 volumi, una tipografia giunta appositamente da Venezia (collocata poi nel vicino palazzo "dei Leoni"), una ricca armeria con una prestigiosa collezione di armature, una distilleria e una cavallerizza (le scuderie); vi istituì due compagnie teatrali, e nel 1607 vi portò l'acqua potabile, come testimonia la Fontana della Ninfa Zizza, decorata dallo scultore Giandomenico Gagini junior al centro della nuova corte Sud.

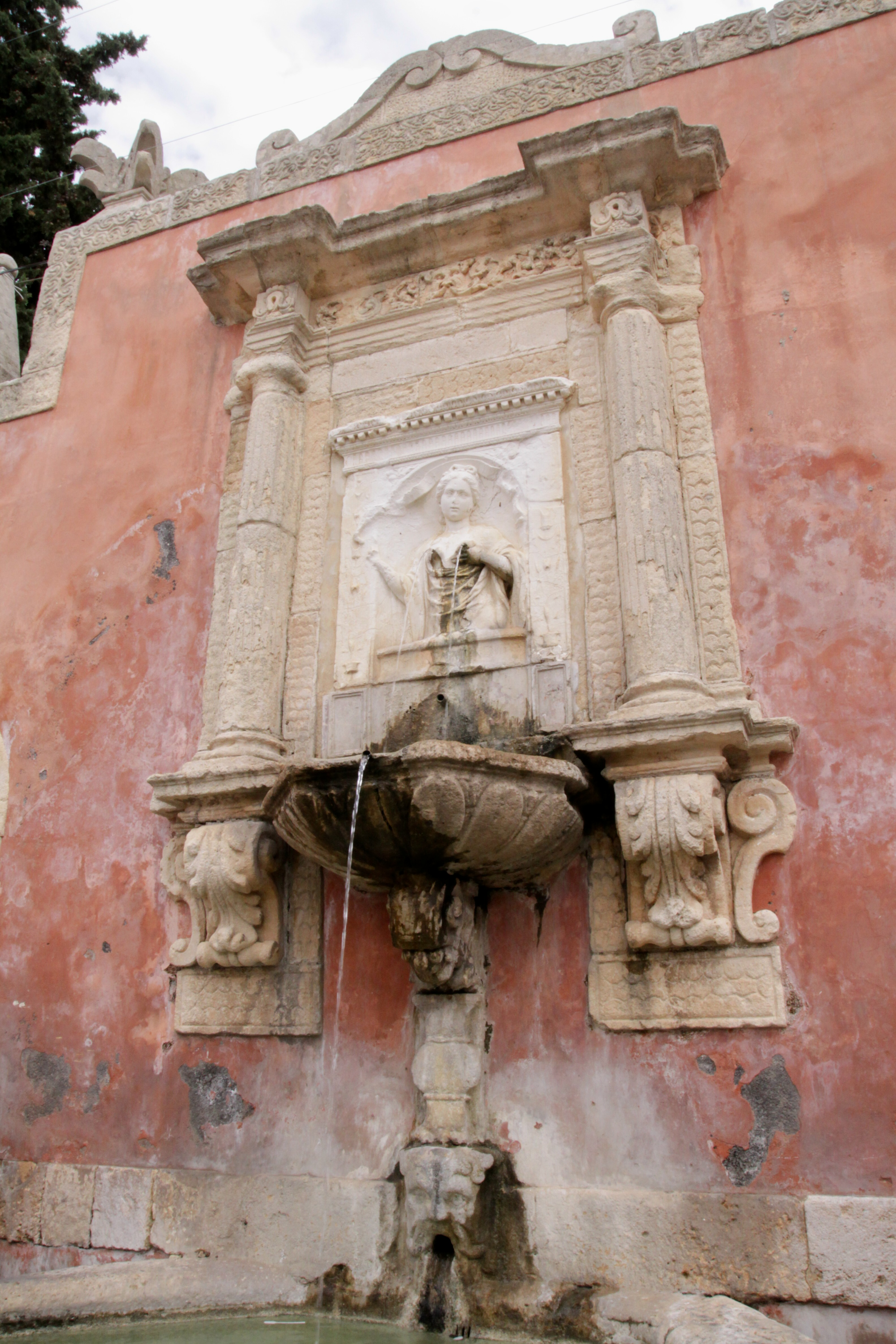
La Fontana della Ninfa Zizza, tuttora esistente nella corte Sud del castello (1607).

La "galleria" terminava in un ampio balcone (ancora esistente) sorretto da grandi mensole a intaglio dal quale si godeva (e si gode) una superba vista dell'agro militellese e dei monti Iblei fino a Buccheri e monte Lauro. Il Branciforte fece anche realizzare un artistico portale a decoro dell'ingresso principale del castello a mezzogiorno, non molto dissimile da quello realizzato nello stesso periodo per l'abbazia benedettina da lui fondata a Militello. In cima al portale era collocata una lapide (oggi dispersa) che recitava: D.O.M. Philippus III Hispaniarum et Siciliae Rex, Don Francisco Brancifortio et Joanna Austriaca principibus Petrapertiae et Militelli marchionibus Porta haec Oppidi vetustissima restituta et Bibliotheca vero erecta - MDCXVII.
Nella seconda metà del Seicento, Giuseppe Branciforte marchese di Militello, principe di Butera e conte di Mazzarino, abitò il castello e lo abbellì ulteriormente con magnifiche stanze, gallerie e fontane. Il suo segretario e uomo di lettere Filippo Caruso ebbe a scrivere: "non è in Sicilia palazzo signorile più comodo e più bello".  Dopo la morte del principe Giuseppe (1675), sebbene i Branciforte abbiano mantenuto il feudo di Militello fino all'abolizione della feudalità (1812), nessun marchese abitò più il palazzo, preferendo la capitale Palermo ai loro feudi sparsi nell'isola.

## Oggi

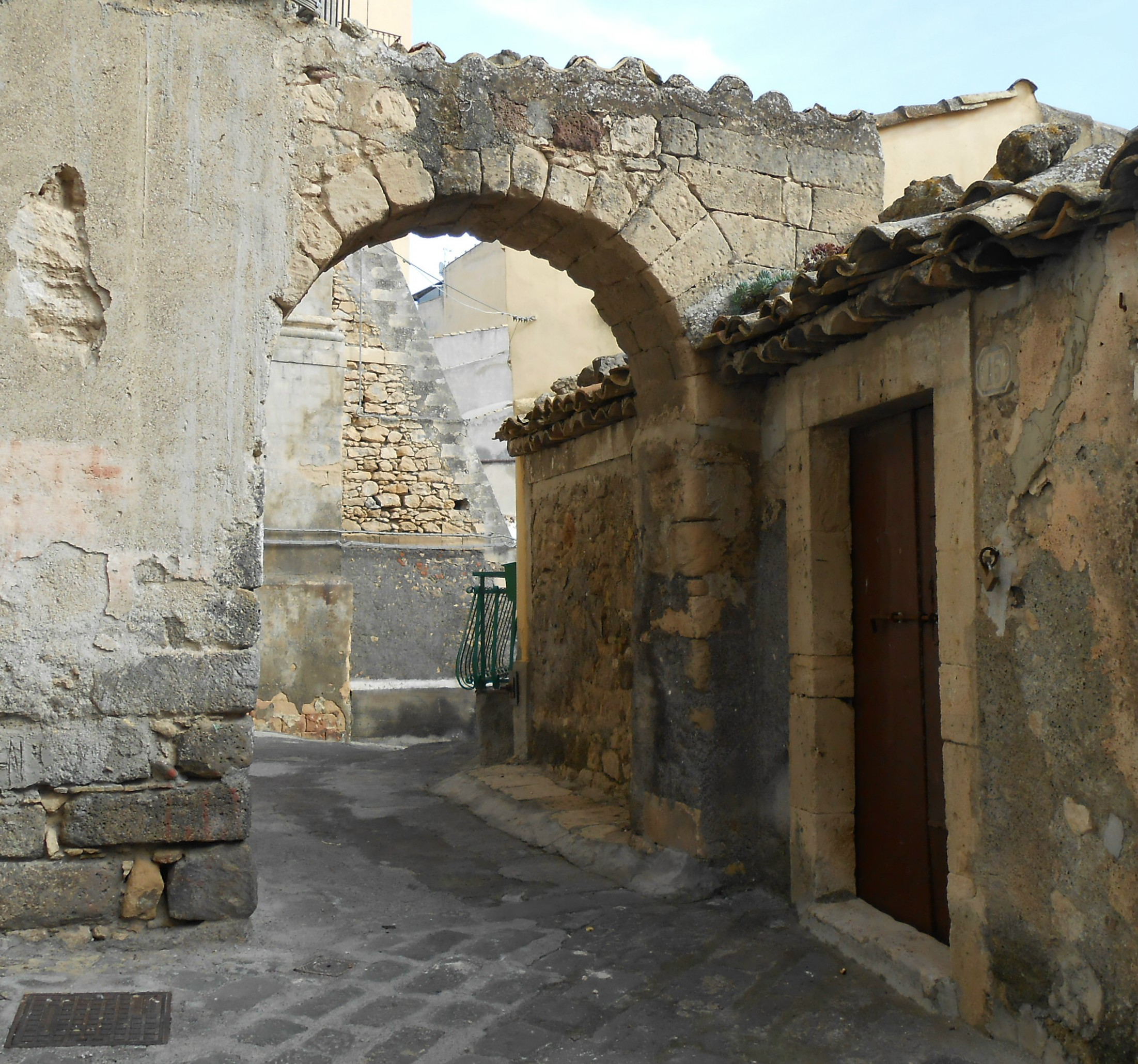
Porta del "Bastione" lungo le mura medievali (sec. XIV).

Gravemente danneggiato dal catastrofico terremoto del 1693, negli anni del governo del marchese Carlo Maria Carafa Branciforte, il castello fu solo in parte riparato. Nel corso del '700 è solo di rado utilizzato dai signori in occasione di qualche visita. A inizio '900 l'edificio, ormai abbandonato, è stato diviso e venduto a privati che ne hanno ricavato abitazioni, alterandone l'insieme con superfetazioni o smantellamenti. Dell'imponente costruzione oggi rimangono soltanto: la porta d'ingresso alla corte Sud (detta Porta della Terra, con riferimento al quartiere Terra Vecchia di cui il castello faceva parte), la fontana della Ninfa Zizza, due torri cilindriche con le sale adiacenti, i grandi vani del trappeto per la molitura delle olive, l'estremità Sud della "galleria" dove era collocata la biblioteca e qualche brano murario della cortina Nord. A Sud del castello, in asse con la Porta della Terra, sopravvive una delle porte secondarie delle mura medievali della città, la Porta del "Bastione".